# 纳克索斯岛巨像

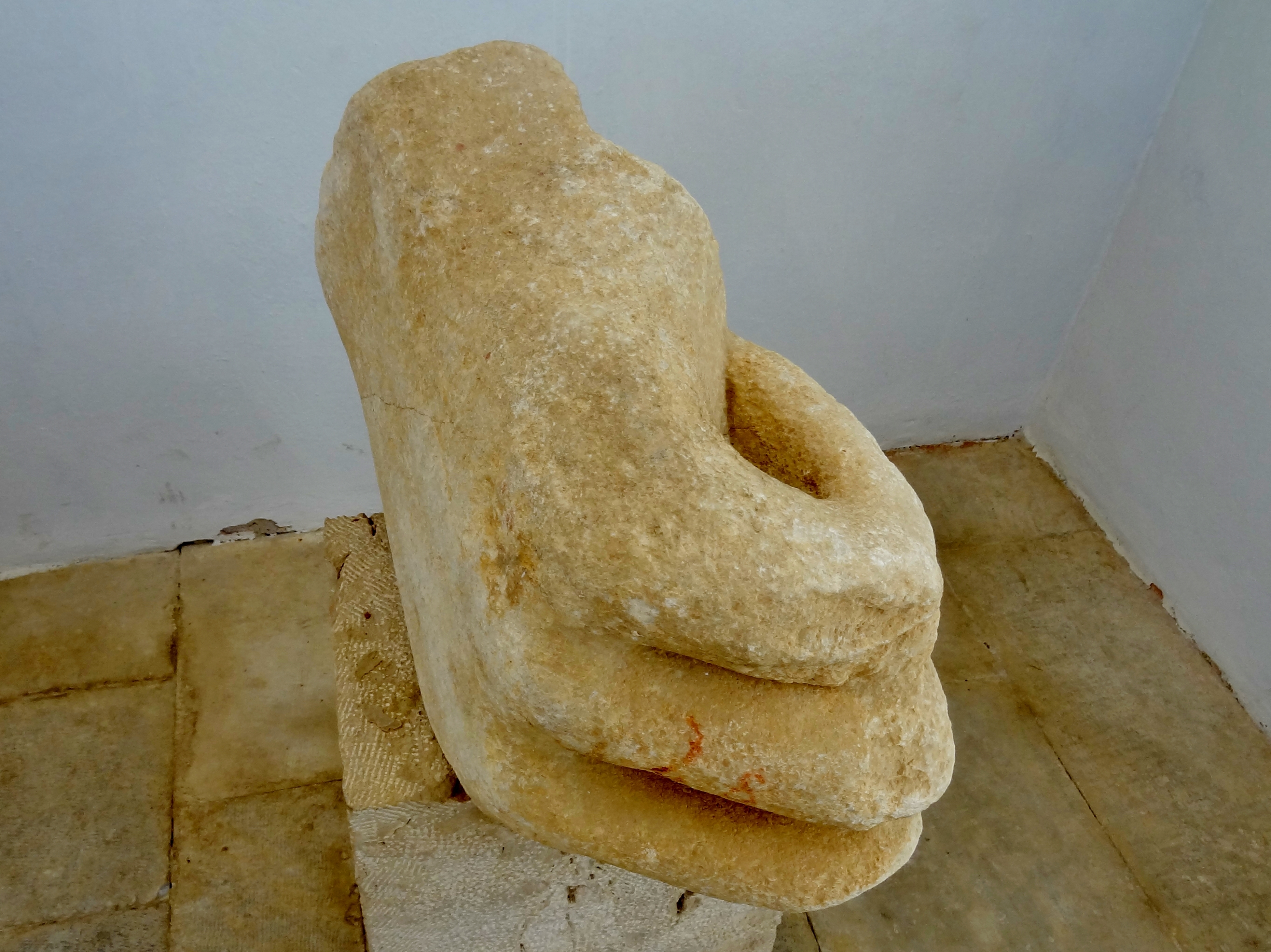
纳克索斯岛巨像的左手

纳克索斯岛巨像是一座由纳克索斯大理石制成的库罗斯雕像，高约9米，现藏于提洛岛博物馆。它最初来自基克拉泽斯群岛，是希腊古风时期的一尊纪念性雕像，其历史可以追溯到公元前七世纪末。值得一提的是，这座巨像是迄今为止最大的库罗斯雕像之一。只有高约9米的阿波罗纳斯的库罗斯比纳克索斯岛巨像大。阿波罗纳斯的库洛斯高约10.7米，但是它并未完成，仍然躺在阿波罗纳斯的采石场中。

## 雕像
安科纳的西里亚库斯在15世纪提到过，巨像基座正面的铭文写着“ NAXIOI Apolloni ”（纳西奥伊·阿波罗尼-“纳克索斯人（将此献给阿波罗）”），因此这尊巨像很可能是献给太阳神阿波罗的。

### 描述

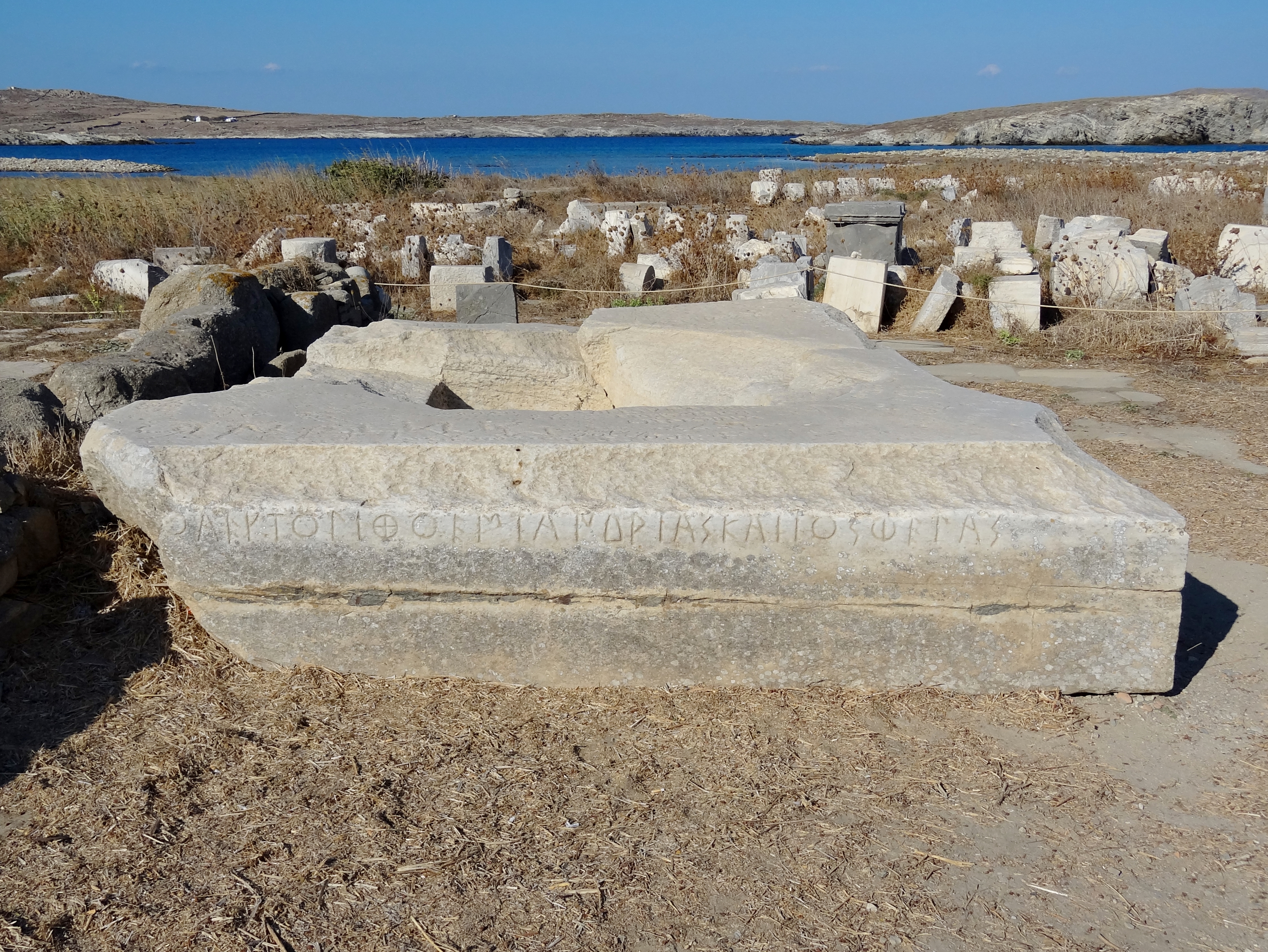
纳克索斯巨像的基座

在发现时，巨像已断裂成了几部分。它的基座尺寸为3.48x5.08米，上躯干高约2.3米，下躯干高约1.15米。现保存在大英博物馆的左脚长0.57米。巨像左手上有一个洞，可以用来握弓。而它的头部和大腿部分已经遗失。

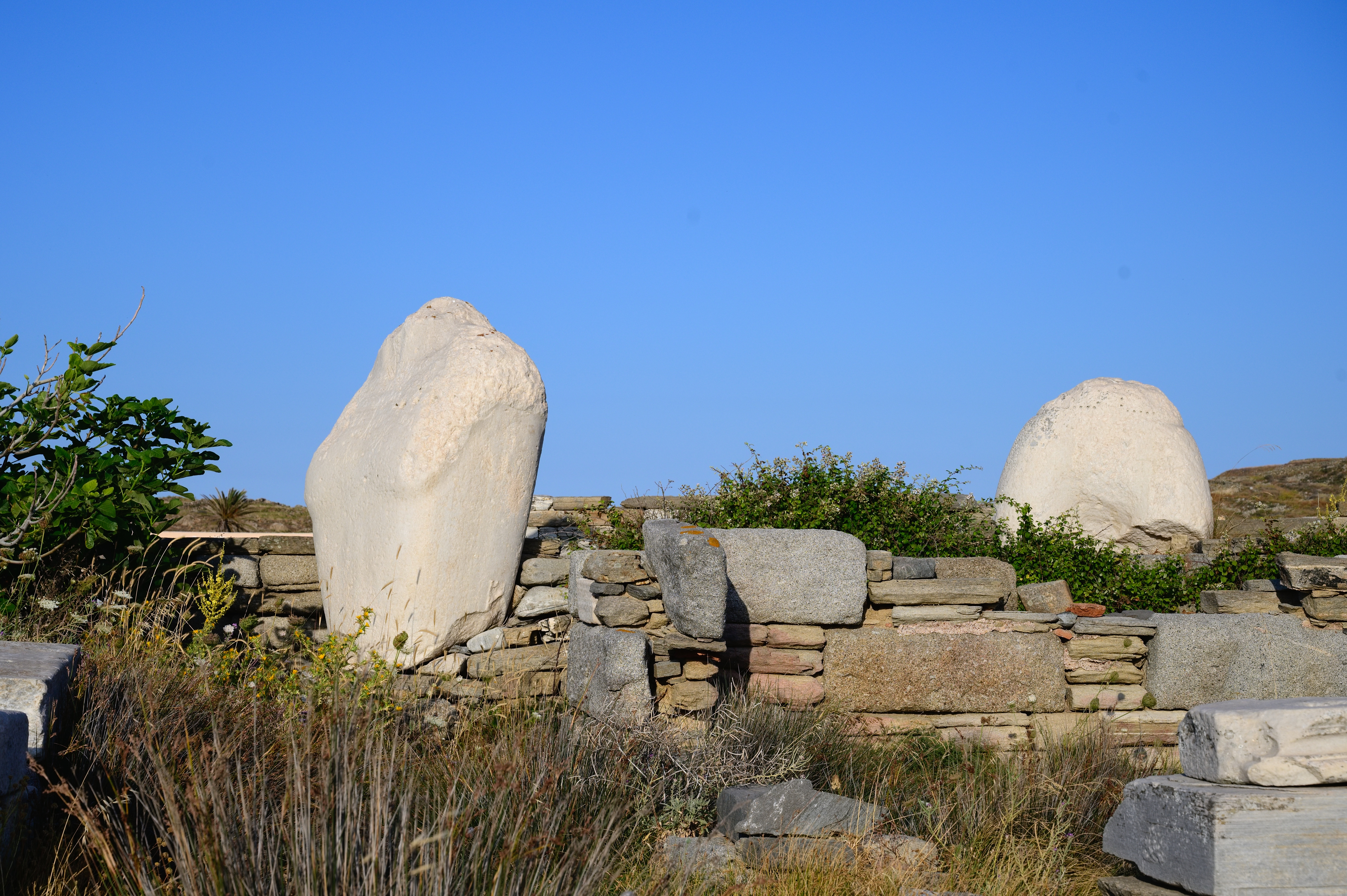
巨像残缺的躯干部分

在巨像下躯干的上侧有一系列凿出来的孔，这说明最初的雕像可能佩戴有一条宽约20至30厘米的腰带。雕像上躯干两侧，腰带上方约40厘米处有孔，手臂可固定在其中。它的脖子上也有卷发的痕迹。基座背面刻有铭文：“[τ]ο̑ ἀϝυτο̑ λίθο̄ ε̄̓μὶ ἀνδριὰς καὶ τὸ σφέλας”（ ，“我的雕像和基座-属于同一块石头”）。

### 运输和竖立过程
这尊巨像最初是在纳克索斯岛梅兰尼附近的一处大理石采石场完成了最初的定型。但它的雕刻工作，是在10公里外的纳克索斯港口完成的，完成雕刻后的巨像重约30吨。按照计划，巨像要被运至提洛岛，尽管当时已经有可以运输超过40吨货物的船只，但这座巨像的运输仍然给当地人带来了很大的困难。因此，有学者认为，古希腊人是通过把两艘船捆在一起，再把巨像绑在上面的方式，将其运输到提洛岛的。
为了将巨像竖立起来，人们需要搭建一个约11米高的脚手架，以便用滑轮和绳索将其拉直。这座巨像比当时岛上所有已知的建筑都要高，它矗立在非常显眼的地方，人们一眼便能看到。此时雕像的重量约为25吨，在巨像竖立起来后，人们又为巨像增添了更多的细节。

## 其他相关
- 古希腊和罗马巨像列表